# Stonefort
Stonefort és una població dels Estats Units a l'estat d'Illinois. Segons el cens del 2000 tenia 292 habitants.

## Demografia
Segons el cens del 2000, Stonefort tenia 292 habitants, 131 habitatges, i 89 famílies. La densitat de població era de 77,2 habitants/km².
Dels 131 habitatges en un 24,4% hi vivien nens de menys de 18 anys, en un 53,4% hi vivien parelles casades, en un 9,9% dones solteres, i en un 31,3% no eren unitats familiars. En el 30,5% dels habitatges hi vivien persones soles el 19,1% de les quals corresponia a persones de 65 anys o més que vivien soles. El nombre mitjà de persones vivint en cada habitatge era de 2,23 i el nombre mitjà de persones que vivien en cada família era de 2,7.
Per edats la població es repartia de la següent manera: un 19,2% tenia menys de 18 anys, un 4,5% entre 18 i 24, un 22,9% entre 25 i 44, un 29,5% de 45 a 60 i un 24% 65 anys o més.
L'edat mediana era de 47 anys. Per cada 100 dones de 18 o més anys hi havia 84,4 homes.
La renda mediana per habitatge era de 28.654 $ i la renda mediana per família de 31.442 $. Els homes tenien una renda mediana de 38.125 $ mentre que les dones 22.083 $. La renda per capita de la població era de 16.937 $. Aproximadament el 6% de les famílies i el 16,9% de la població estaven per davall del llindar de pobresa.

## Poblacions més properes
El següent diagrama mostra les poblacions més properes.